# Óriáscsillag
Az óriáscsillag egy olyan csillagféle, amely lényegesen nagyobb sugarú és fényességű, mint a fősorozatbeli társai, melyeknek ugyanakkora a felszíni hőmérsékletük. Ezen égitestek jóval a fősorozatbeli csillagok felett állnak fényesség tekintetében a Hertzsprung–Russell-diagramon, az V-ös fényességi osztályba tartoznak a spektrális osztályozás szerint, és megfelelnek a II-es, illetve a III-as fényességi osztály követelményeinek.
Az óriáscsillagok sugárzása néhány százszor magasabb, mint a mi napunké, és fényességük tízszerese, vagy néhány tízezerszerese a Napénak. Azon csillagok, amelyek jóval fényesebbek, mint az óriáscsillagok, azokra a szuperóriás, illetve a hiperóriás kifejezéseket szokták használni. 
Egy forró és fényes fősorozatbeli csillagra lehet hivatkozni, mint óriáscsillagra, ugyanakkor néhány fősorozatbeli csillagot hivatalosan törpének kell hívni, melyeknél nem számít, hogy mekkora a méretük, vagy a fényességük.

## Kialakulása

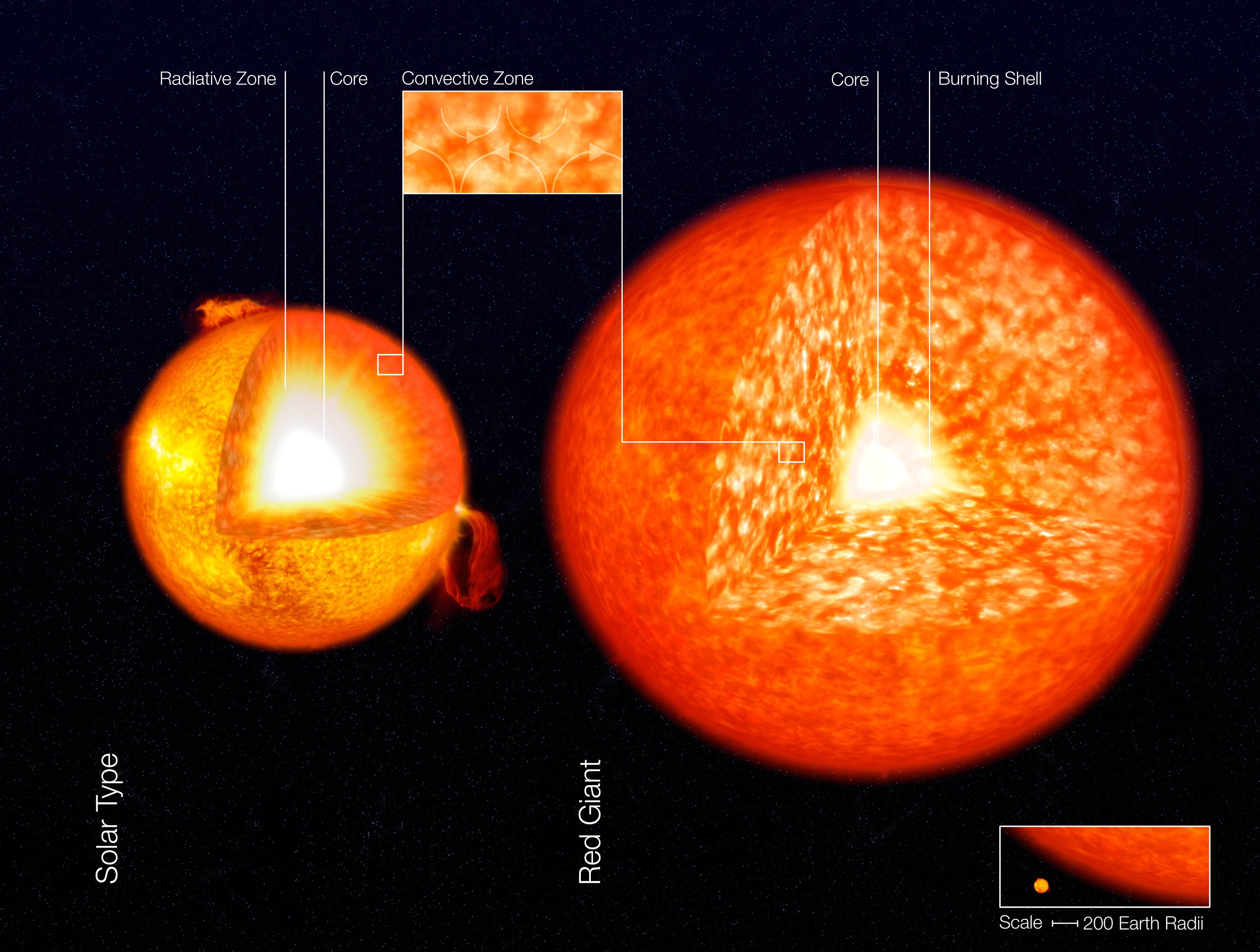
Egy Nap-típusú és egy vörös óriás csillag belső szerkezeti felépítése

Egy csillag akkor válik óriáscsillaggá, amikor a belsejében lévő összes hidrogén számára elérhetővé válik a fúzió a magban, ezért azt elhasználja, amelynek következménye, hogy a csillag kikerül a fősorozatból.  A fősorozatból kikerült posztfősorozatbeli csillag későbbi jövője elsősorban az égitest tömegétől függ.

### Közepes tömegű csillagok
Egy csillag, amely 0,25 naptömegnél magasabb tömeggel rendelkezik és a magjában található összes hidrogéntartalékát felélte, az általában összehúzódik, majd felforrósodik, ezért a hidrogén ismét elkezd fuzionálni, majd a mag körül héjat alkot. A csillagnak azon részei, melyek e héjon kívül találhatók, azok kiterjednek, majd lehűlnek, de mindez csak kisebb fényerősség növekedéssel jár és a csillag egy szubóriássá válik. A tehetetlen héliummag növekedése folytatódik és hőmérséklete megemelkedik, ahogyan a magból héliumot von el, de egy olyan csillag, amely 10-12 naptömeggel rendelkezik, nem válhat eléggé forróvá ahhoz, hogy a hélium égése elkezdődjön (a nagyobb tömegű csillagok a szuperóriások, amelyek különböző módokon fejlődnek). Ehelyett a mag néhány millió év leforgása alatt eléri a Schönberg-Chandrasekhar határértéket, majd gyorsan összeomlik és elkorcsosul. Ez azt eredményezi, hogy a külső héj távolabbra is kiterjed és erős konvektív zónát generál, amely a nehézfémeket a felszínre hozza, amely folyamatot első felszínre hozásnak hívunk. Az erős feláramlás megnöveli az energiák felszínre jutását, ekkor a fényesség hirtelen, drámaian megnő és a csillag átváltozik vörös óriássá, ahol már biztosan elégeti a magban lévő hidrogént. A mag folytatja tömegének növelését, összehúzódik és felforrósodik, míg eközben a külső rétegeiről tömeget veszít az égitest., § 5.9.
Ha a csillag tömege, amíg a fősorozatbeli csillagok közé tartozik, megközelítőleg 0,4 naptömeg alatt van, akkor sohasem éri el a belső mag hőmérséklete azt a pontot, hogy képes legyen héliumot elégetni., p. 169. Ettől kezdve a csillag hidrogénfúzióval működő vörös óriássá válik, mindaddig, amíg el nem fogynak hidrogéntartalékai, amikor is a hélium közbenjárásával fehér törpévé válik. Ez a folyamat teljesen elméleti, mivel nem létezik olyan csillag, amelynek olyan alacsony lenne a tömege, hogy elég hosszú ideig létezzen ebben az állapotban.
Azoknál a csillagoknál, amelyek 0,4 naptömegnél nagyobb tömegűek, a maghőmérséklet megemelkedik 108 kelvinre és a hélium egyesül az oxigénnel és a szénnel a tripla-alfa folyamat során. Mivel a mag degenerált, a héliumfúziók robbanásszerűvé válnak és az energia nagyobbik része arra megy el, hogy a degenerációt emelgesse és a mag feláramlásképessé válik. A héliumfúzió által generált energia csökkenti a nyomást a környező hidrogénégető külső héjakon, amely csökkenti az energiaképező arányt. A csillag fényessége összességében csökkenni kezd, külső héja újra összehúzódik és a csillag elmozdul a vörös óriás állapotból a horizontális állapot felé., chapter 6. A durván naptömegű csillagok vörös halommá válnak néhány millió évre, míg a magból elégetik a héliumot, míg a nagyobb tömegű csillagok kék irányba fejlődnek a horizontális ágon, hogy később sárga, vagy kék óriássá váljanak., § 7.1–7.4.
Amikor a maghélium tartalékai kimerülnek és a csillag tömege 8 naptömegnél nagyobb, akkor a szén-oxigén mag elkezd szétesni és a hélium égése megindul a magban. A héliummag korábbi összeomlásával ez feláramlást generál a külső rétegek irányába és kirobbant egy második felszínre hozást és ez fényességének és méretének drámai növekedését okozza. Ez az úgynevezett aszimptotikus óriás ág, amely analóg a vörös óriás ággal, ám jóval fényesebb annál, amihez a hidrogén égése teljes energiájával hozzájárul. A csillagok csak mintegy egymillió éven keresztül maradnak ebben az állapotban, majd, miután felélték összes hajtóanyagukat, hihetetlenül instabillá válik szerkezetük és keresztülmennek a planetáris ködfolt fázison, majd szén-oxigén hajtású fehér törpévé válnak.

## Fordítás
Ez a szócikk részben vagy egészben  a   Giant star című angol Wikipédia-szócikk ezen változatának fordításán alapul.  Az eredeti cikk szerkesztőit annak laptörténete sorolja fel. Ez a jelzés csupán a megfogalmazás eredetét és a szerzői jogokat jelzi, nem szolgál a cikkben szereplő információk forrásmegjelöléseként.